# Nodo barcaiolo
Il nodo barcaiolo  è un nodo bloccante che viene utilizzato per fissare una qualsiasi corda a un punto di ancoraggio. Esso deve probabilmente il proprio nome gergale al fatto che viene da sempre utilizzato, nei porti, per legare le cime delle barche agli ormeggi del molo, ad esempio su un anello alla banchina, o predisposto coi due colli sovrapposti ed infilato dall'alto su una bricola, o su una bitta a fungo . 
In nautica tuttavia è anche noto come nodo parlato e viene tipicamente usato pure per dar volta su una trappa o su una cima, e per fissare i parabordi alle draglie, spesso raddoppiato per sicurezza con un ulteriore nodo parlato, ottenendo così non solo due, ma ben quattro giri di fissaggio al supporto o al punto di ancoraggio.
In arrampicata e alpinismo viene utilizzato, congiuntamente a un moschettone di sicurezza (ossia munito di apposita ghiera), per collegare lo sportivo a un punto di ancoraggio (per esempio ad un chiodo di sosta) durante le manovre di autoassicurazione, di soccorso e, più raramente, di assicurazione.
Il barcaiolo è un nodo di facile esecuzione e può essere sciolto senza particolari difficoltà anche se la corda si è bagnata o è stata sottoposta a forte trazione. Questo nodo permette altresì di variare agevolmente la distanza tra l'individuo e il punto di ancoraggio, senza tuttavia sciogliere il nodo stesso una volta che esso sia stato eseguito (la qual cosa permette al soggetto di restare autoassicurato durante la regolazione della distanza).
In ambito scout, campeggio, attendamenti militari viene chiamato nodo paletto e viene utilizzato principalmente come inizio della maggior parte delle legature.
Il barcaiolo non va confuso con il mezzo barcaiolo. A differenza del su citato il mezzo barcaiolo non è un nodo bloccante ma uno strumento di assicurazione dinamica. Esso permette infatti lo scorrimento dei due capi di corda, in entrambe le direzioni, generando però un attrito che può venire sfruttato come "freno" potenziale dall'arrampicatore o alpinista che svolge le manovre di sicurezza nei confronti del compagno scalatore.